# A Mão de Mao
A Mão de Mao é o segundo álbum de estúdio da banda de rock Metrô, lançado em 1987 pela gravadora CBS Records. O álbum marca a entrada de um novo cantor, o português Pedro d'Orey (ex-Mler Ife Dada), substituindo Virginie Boutaud.

## Faixas
| N.º | Título                        | Duração |  |
| 1.  | "A Mão de Mao"                | 4:59    |  |
| 2.  | "Habhitantes"                 | 3:37    |  |
| 3.  | "Cinema Branco"               | 3:45    |  |
| 4.  | "Atlântico, 07 de Novembro"   | 3:08    |  |
| 5.  | "Boca"                        | 3:56    |  |
| 6.  | "Gato Preto"                  | 3:49    |  |
| 7.  | "Ahnimais (Wiss)"             | 5:23    |  |
| 8.  | "The Red Player (Idiot Love)" | 3:46    |  |
| 9.  | "Lágrimas Imóveis"            | 4:20    |  |